# Stanica Zelenikovo
Stanica Zelenikovo (makedonska: Станица Зелениково) är en ort i Nordmakedonien. Den ligger i kommunen Zelenikovo, i den centrala delen av landet, 20 kilometer sydost om huvudstaden Skopje. Stanica Zelenikovo ligger 223 meter över havet och antalet invånare är 1 005.